# Камен Асенов
Камен Светославов Асенов е български куклен актьор, озвучаващ актьор и певец.

## Ранен живот
Роден на 8 февруари 1980 г. в Плевен. От 1998 г. живее в София, а преди това в град Левски.
През 2002 г. завършва НАТФИЗ „Кръстьо Сарафов“ със специалност „Актьорско майсторство за куклен театър“ в класа на професор Румен Рачев.

## Актьорска кариера
След завършването си работи две години във Варненския куклен театър. От 2004 г. е в Столичен куклен театър. Участва в постановки като „Питър Пан“, „Малкият принц“, „В лунната стая“, „Обувки за щастие“, „Грозното пате“, „Български народни приказки и песни“, „Любопитното слонче“, „Приказка за елфи“, „Вампирова булка“, „Младият принц и истината“ и „Авеню Q“. Снимал се е в сериалите „Кафе пауза“, „Тя и той“ и „Стъклен дом“.
В периода 2020 – 2021 г. изпълнява ролята на Лорд Фаркуод в мюзикъла „Шрек“, който се играе в Националната опера, и е базиран на едноименния филм.
През 2023 г. играе Планктон в мюзикъла „Спондж Боб“ (базиран на едноименния анимационен сериал) в Столичен куклен театър, а по-късно същата година участва в „Книгата на мечтите“, като и двата са под режисурата на Уест Хайлър.
През 2025 г. участва в мюзикъла „Матилда“ с режисьор Юлия Кръстева, базиран на едноименния роман на Роалд Дал и в „Клетниците“ на режисьора Пламен Карталов в Софийската опера.

## Кариера на озвучаващ актьор
Асенов е по-известен с озвучаване на филми, сериали и анимации. Започва да се занимава с дублаж през 2005 г. Първият сериал, за който дава гласа си, е австралийският „Сноуи Ривър: Сага за Макгрегър“ за bTV. Озвучава и известни американски сериали като „Матлок“, „Да, мило“ (от първи до четвърти сезон), „Грозната Бети“, „Скандално“, „Щитът“ (дублаж на bTV) и „Светкавицата“.
Дава гласа си и за хитови анимационни сериали като „Аниманиаци“, „Войната на зверовете“ (дублаж на Арс Диджитал Студио), „Лабораторията на Декстър“ (дублаж на Медия линк), „Лигата на справедливостта“, „Малките титани“, „Легионът на супергероите“, „Междузвездни войни: Войната на клонингите“ и други. Също така често изпълнява и певческата част в дублажите.
През 2016 г. Асенов озвучава Боди Рук в „Rogue One: История от Междузвездни войни“. Той е един от първите игрални филми, пуснати в българските кина с дублаж, успоредно със субтитрираната версия.
На 1 февруари 2024 г. получава номинация за наградата „Икар“ в категория „най-добър дублаж“ за ролята на Уили Уонка в „Уонка“. Другите номинирани са Александър Митрев за ролята на Торфин в „Духове“, Васил Бинев за Казин в „Златно момче“ и Георги Георгиев – Гого за Майкъл Корлеоне в „Кръстникът, Кода: Смъртта на Майкъл Корлеоне“.

## Награди
- 27-и Международен куклен фестивал „Златният делфин“ – награда за мъжка роля за спектакъла „Авеню Q“[11]

## Личен живот
Женен е за Венцислава Асенова, която също е актриса в Столичен куклен театър и имат една дъщеря – Калина Асенова, родена през 2007 г.